# Pierre-Louis Matthey
Pierre-Louis Matthey (* 19. Juli 1893 in Avenex, Kanton Waadt; † 5. März 1970 in Genf) war ein Schweizer Dichter und Übersetzer.

## Leben
Pierre-Louis Matthey, Sohn eines freikirchlichen Pfarrers und älterer Bruder des Zoologen Robert Matthey, besuchte das Gymnasium in Lausanne. Nach der Matura 1914 hielt er sich bis 1938 vorwiegend in Paris auf, von 1921 bis 1923 in Berlin, und unternahm zahlreiche Reisen rund um das Mittelmeer. 1940 verlegte er seinen Wohnsitz endgültig nach Genf, wo er 1970 verarmt starb.
Der homosexuelle Matthey führte das Leben eines Dandys oder Bohémiens und wurde etwa als «schweizerischer Rimbaud» bezeichnet.

## Auszeichnungen
- 1942: Ehrengabe der Schweizerischen Schillerstiftung
- 1947: Prix Rambert
- 1955: Grand Prix C.-F. Ramuz
- 1964: Prix mondial Nessim Habif

## Werke

### Einzelausgaben
- Seize à vingt, 1914
- Poèmes et nouvelles, 1915
- Semaines de passion, 1919
- Même sang, 1920
- Alcyonée à Pallène, 1941
- Vénus et le sylphe, 1945
- Aux jardins du père, 1949
- Triade, 1953

### Werkausgaben
- Poésies 1910–1942, Lausanne 1943
- Muse anniversaire 1942–1955, Lausanne 1955
- Poésies complètes, Lausanne 1968 (vom Autor überarbeitete Ausgabe aller Werke und Übersetzungen)
- Poésies complètes. 5 Bände. Editions Empreintes, Chavannes-près-Renens 2016, ISBN 978-2-940505-23-4

### Briefwechsel
- Gustave Roud – Pierre-Louis Matthey, Correspondance 1932–1969, Lausanne und Carrouge 1997

### Übersetzungen
- William Shakespeare: La tempête, 1932
- Un cahier d’Angleterre. Poésies célèbres, 1944
- Un bouquet d’Angleterre. Poésies célèbres de Robert-Louis Stevenson à William Shakespeare, 1946
- William Blake: Les chants de l’innocence et de l’expérience, 1947
- William Shakespeare: Roméo et Juliette, 1947
- John Keats: Tendre est la nuit, 1950